# 노작문학상
노작문학상(露雀文學賞)은 〈나는 왕이로소이다〉 등 민족적 작품을 남긴 시인 노작(露雀) 홍사용을 기리기 위하여 2001년 제정되었다. 홍사용의 고향인 경기도 화성시 문화계 인사들이 주도해 설립한 '노작문학상운영위원회'(위원장 홍신선)가 주관하고 화성시가 후원한다. 매년 1회씩 수상자를 선정하여 시상한다. 수상자에게는 1000만 원의 창작지원금이 수여되나, 후에 2000만 원으로 증액되어 운영 중에 있다.
감상적인 서정시를 추구해 온 홍사용의 사상과 민족애, 그의 문학에 대한 열정을 대내외에 널리 알림으로써 문인들의 창작활동을 고양하고 문학을 통해 좀더 아름답고 순수한 사회를 조성하기 위해 제정되었다.
| 수상년도      | 수상작                        | 저자   |
| ------------- | ----------------------------- | ------ |
| 2001년 제1회  | 〈시인〉                      | 안도현 |
| 2002년 제2회  | 〈거미〉                      | 이면우 |
| 2003년 제3회  | 〈달북〉                      | 문인수 |
| 2004년 제4회  | 〈어두워지는 순간〉           | 문태준 |
| 2005년 제5회  | 〈질-개작〉                   | 김경미 |
| 2006년 제6회  | 〈도장골-시편〉               | 김신용 |
| 2007년 제7회  | 〈물의 결가부좌〉             | 이문재 |
| 2008년 제8회  | 〈고사목 지대〉               | 이영광 |
| 2009년 제9회  | 〈어두운 부분〉               | 김행숙 |
| 2010년 제10회 | 〈다행한 일들〉               | 김소연 |
| 2011년 제11회 | 〈지금 여기〉                 | 심보선 |
| 2012년 제12회 | 〈대부분의 그는〉             | 이수명 |
| 2013년 제13회 | 〈저물녘의 왕오천축국전〉     | 손택수 |
| 2014년 제14회 | 〈무논에 백일홍을 심다〉      | 장옥관 |
| 2015년 제15회 | 〈우리 모두의 마술〉          | 신용목 |
| 2016년 제16회 |                               | 신동옥 |
| 2017년 제17회 | 시〈합덕장 길에서〉등 5편     | 홍신선 |
| 2017년 제17회 | 희곡〈달빛에 달은 없고〉      | 김명주 |
| 2018년 18회   | 〈없는 영원에도 끝은 있으니〉 | 박철   |